# UC-112号潜艇
陛下之UC-112号艇是德意志帝国海军于第一次世界大战期间建造的其中一艘UC-III型布雷潜艇或称U艇。它由汉堡的布洛姆与福斯船厂承建，于1918年7月6日新船下水，却未及在战争结束前交付使用。其全长56.51米，水面及水下排水量分别为491吨和571吨，艇载武器则包括三具鱼雷发射管、六具水雷滑射槽以及一门105毫米45倍径甲板炮。战后，根据对德停战协定的要求，该艇将作为战争赔偿割让予英国，因此需要继续建造并于1918年12月28日完工。它于1919年被引渡至英国哈维奇正式投降，至1921年在费利克斯托拆解报废。

## 设计
1917年夏天，德意志帝国海军发现了UC-II型潜艇中的各种缺陷，需要进行纠正。船员们抱怨舱内的通风不佳和在舰桥上相当潮湿——这在寒冷的季节尤为令人难受。另一方面，这款潜艇的潜航性能也不尽如人意。为此，应当开发另一款布雷潜艇来解决这些问题，并能响应海军部对更强大火炮武器的渴望。基于UB-III型的成功经验，潜艇监察局（Inspektion des U-Bootwesens）拿出了代号为41a号工程的UC-III型潜艇设计方案。与前型相比，新艇的水面排水量增至470吨，增加了一具外置式鱼雷发射管，改用更大口径的105毫米甲板炮的并调高炮位，以及通过调整注水和排水管径使潜航时间显著缩短。然而，由于布雷装置的特殊要求，UC-III型艇的外形很难按照UB-III型艇进行优化，因此其航速略有下降。
UC-112号是9艘战后才完成交付的UC-III型艇之一。其全长56.51米，舷宽5.54米。艇体采用双壳体结构，水面及水下排水量分别为491吨和571吨，浮起时的吃水深度为3.77米。艇只采用两台猛狮六缸四冲程600匹公制馬力（440千瓦特）柴油机用于水面运行，以及两台770匹公制馬力（570千瓦特）的西门子-舒克特电动发电机用于水下航行；水面最高航速11.5節（21.3每小時），水下6.6節（12.2每小時）；能够在水面以7節（13每小時）航速续航9,850海里（18,240），或以4.5節（8.3每小時）连续在水下航行40海里（74）而无需充电。其潜没需时约为15秒，能够在75米的深度下运作。
在武器配置方面，UC-112号设有六具管径为1,000毫米的布雷竖井，但由于艇艏形态作了伸展和扁平化改动，UC200型水雷的容纳能力有所下降，仅为14枚。司令塔后部的艇艛布置了一门105毫米45倍径艇用高射炮作为甲板炮，并配备150发弹药。此外，UC-112号还装备有三具500毫米鱼雷发射管，其中两具外置位于舯部的两边舷侧用于朝前射击，一具内置在艇艉，合共配备7枚鱼雷。其标准船员编制为3名军官及29名水兵。

## 历史
UC-112号是汉堡布洛姆与福斯船厂承建的第一批次第23艘UC-III型艇，由德意志帝国海军潜艇监察局于1917年6月27日订购，建造编号为346。它于1918年7月6日下水，却未及在战争结束前交付使用。战后，根据对德停战协定的要求，该艇将作为战争赔偿移交英国，因此需要继续建造并于1918年12月28日完工。完工后的UC-112号于1919年被引渡至英国哈维奇正式投降，后由英国海军部于1920年6月17日作价650英镑将其售予斯坦利拆船公司（Stanlee Shipbreaking Co.），至1921年在费利克斯托拆解报废。

## 脚注
1. ↑  Tarrant，第174頁.
2. 1 2  . 美丽华船舶索引.   [2009-02-24].
3. ↑  陈进，第239–240頁.
4. 1 2  Gröner，第61頁.
5. ↑  Dodson & Cant，第132頁.